# Murighiol
Murighiol ist eine Gemeinde im Kreis Tulcea in Rumänien.

## Geographische Lage

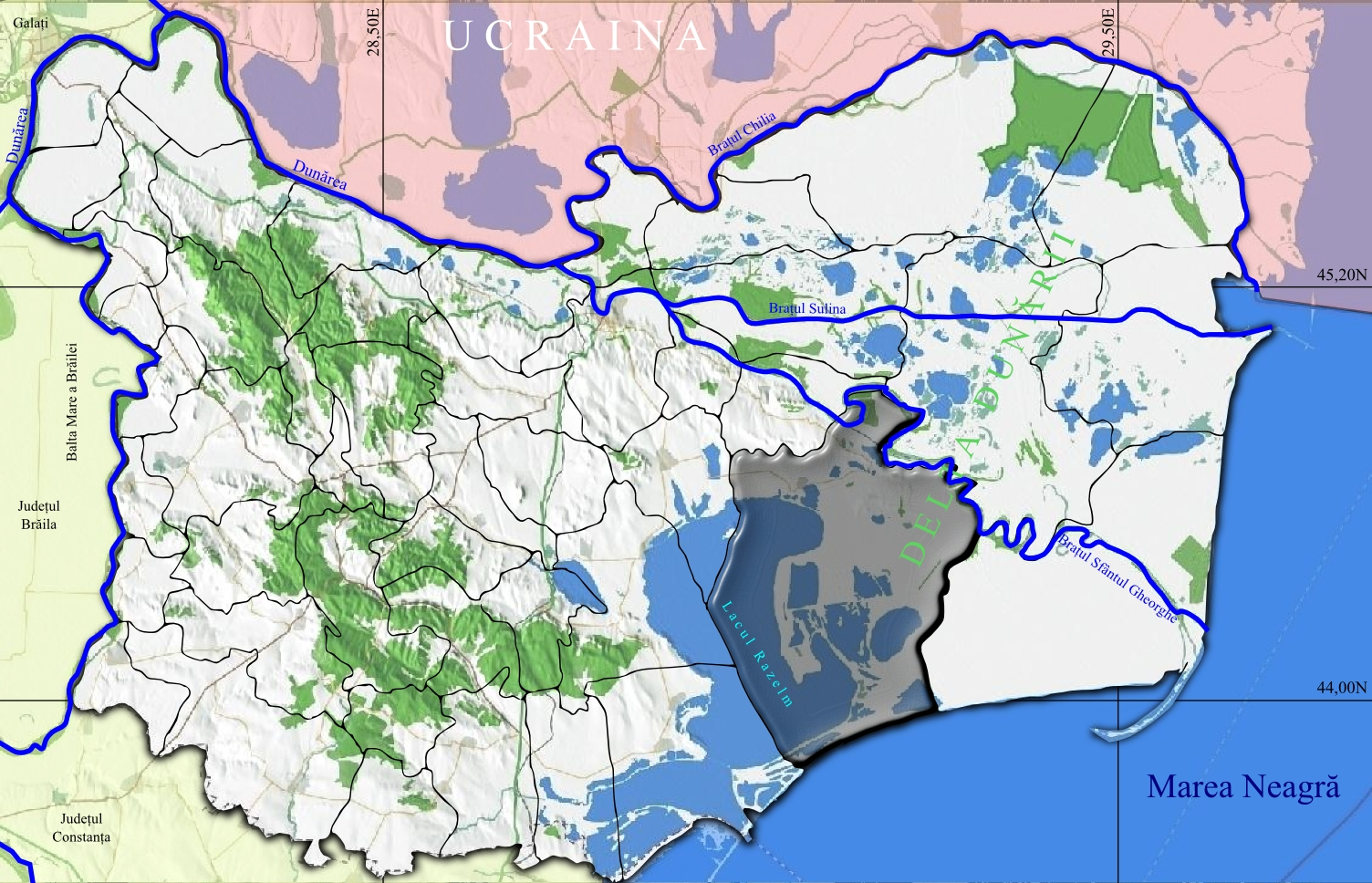
Gemeindegebiet (grau) im Donaudelta

Die Gemeinde Murighiol liegt in der historischen Region Dobrudscha und grenzt unmittelbar an das Biosphärenreservat Donaudelta sowie an den Lagunensee Lacul Razim am Schwarzen Meer.

## Etymologie
Der Name Murighiol stammt aus dem Türkischen. Er setzt sich zusammen aus den Wörtern mor (violett) und göl (See), bedeutet also „violetter See“.

## Bevölkerung
Bei der Volkszählung im Jahr 2011 waren von den damals 3164 Einwohnern der Gesamtgemeinde Murighiol 94,6 % Rumänen,  4,5 % Ukrainer und 0,4 % Türken.

## Infrastruktur
Die wichtigste Verkehrsader in der Region ist die Kreisstraße (Drum județean) DJ 222C, die vor allem eine Anbindung an die Kreishauptstadt Tulcea schafft. Die Straße ist derzeit (noch) nicht auf der ganzen Strecke asphaltiert, wird jedoch ausgebaut (Stand: 2015).

## Sehenswürdigkeiten
Die Hauptattraktion der Region ist das Biosphärenreservat Donaudelta. Von dem touristisch geprägten Ort Murighiol aus können Bootstouren in das Delta unternommen werden.
In der Nähe von Murighiol befindet sich außerdem die archäologische Ausgrabungsstätte Halmyris, die für Touristen zugänglich ist. Halmyris war vom ersten bis zum vierten Jahrhundert n. Chr. eine römische Festungsanlage und Teil der Grenzbefestigung des Römischen Reiches (Limes). Die Festung wurde mutmaßlich unter Kaiser Trajan erstmals errichtet und innerhalb von mehreren Jahrhunderten mehrfach erweitert. Sie umfasste unter anderem Baracken und ein Badehaus. In zwei Ausgrabungsperioden wurde die Anlage teilweise freigelegt. Im Anschluss an die Ausgrabung wurden Teile restauriert und befestigt oder zu Konservierungszwecken überdacht bzw. abgeschirmt. Ein nicht unerheblicher Teil der Anlage ist aber bisher noch nicht freigelegt worden (Stand: 2015). Ein zum Teil mit EU-Geldern finanziertes neues Museum, in dem Fundstücke aus Halmyris präsentiert werden sollen, ist im Bau.

## Kirche und Fischerhäuser in Dunavățu de Jos

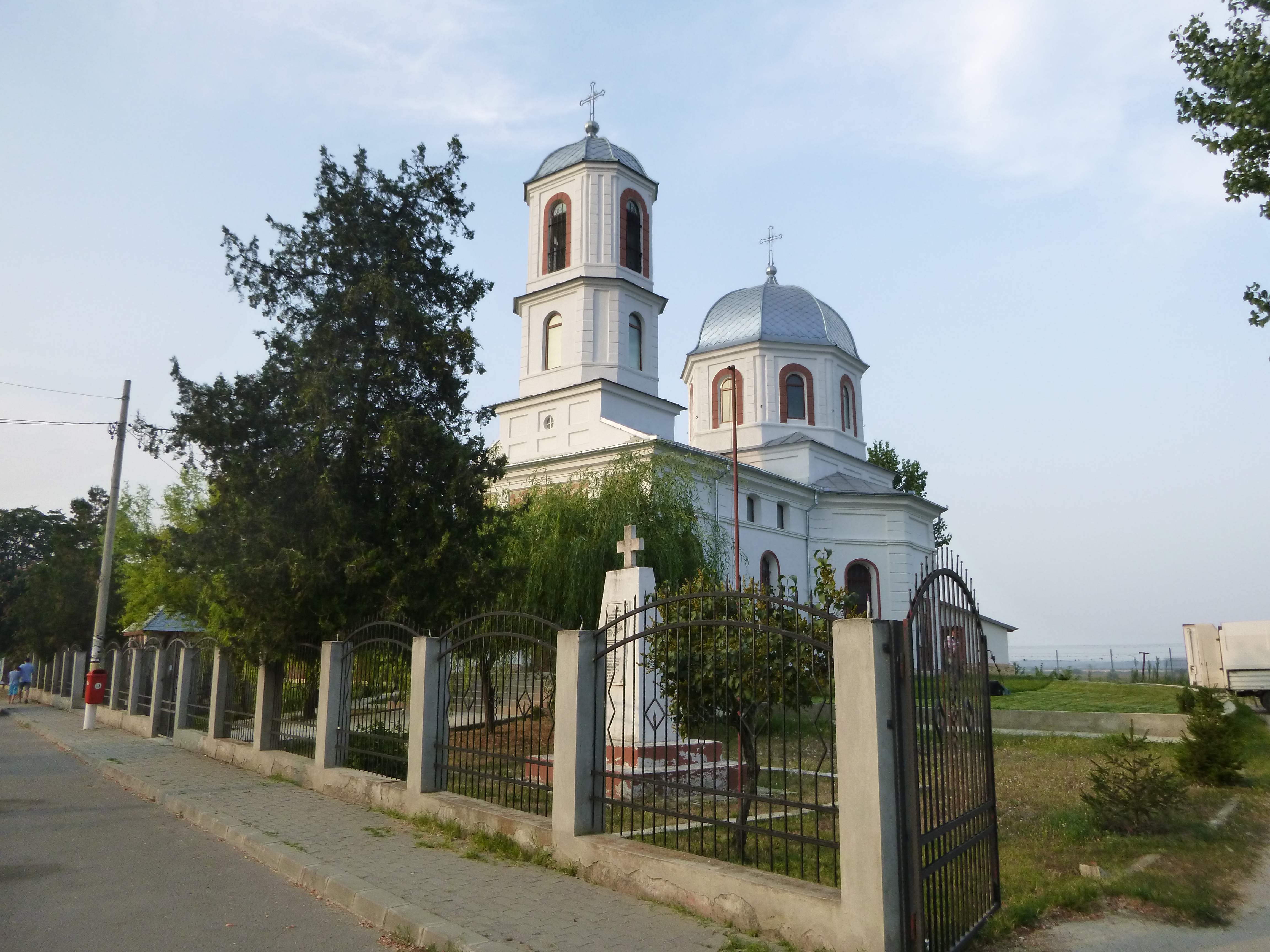
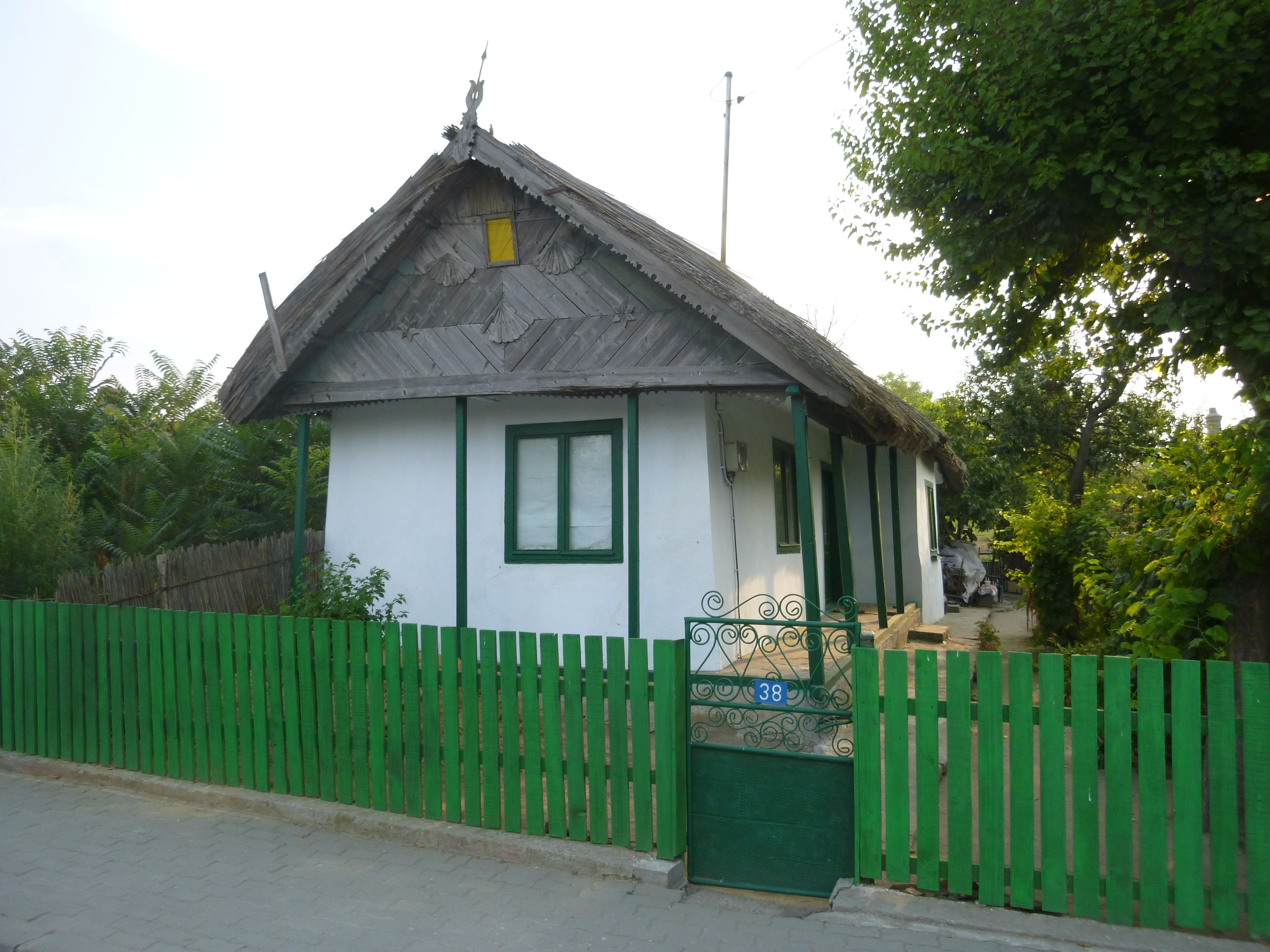
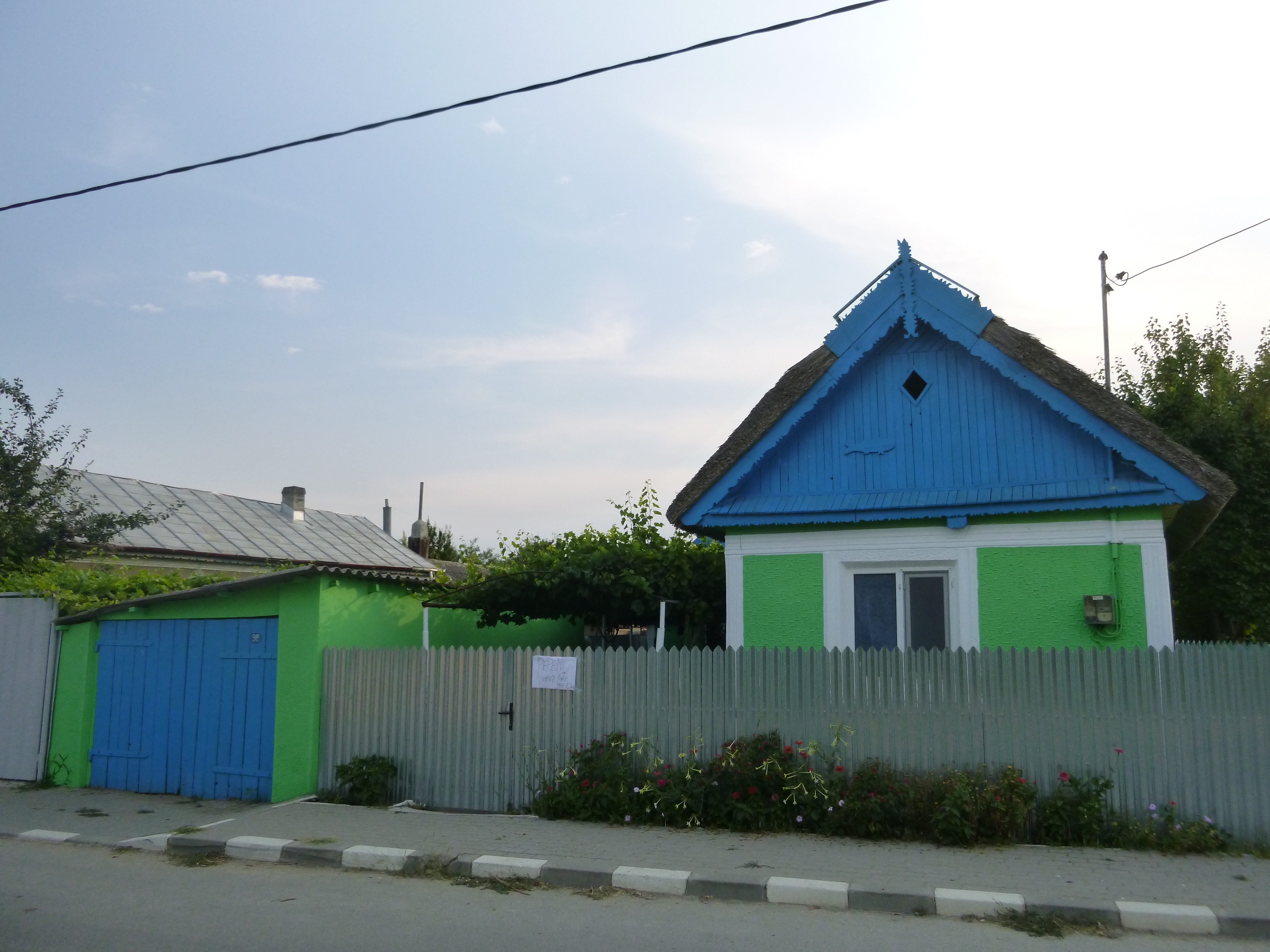
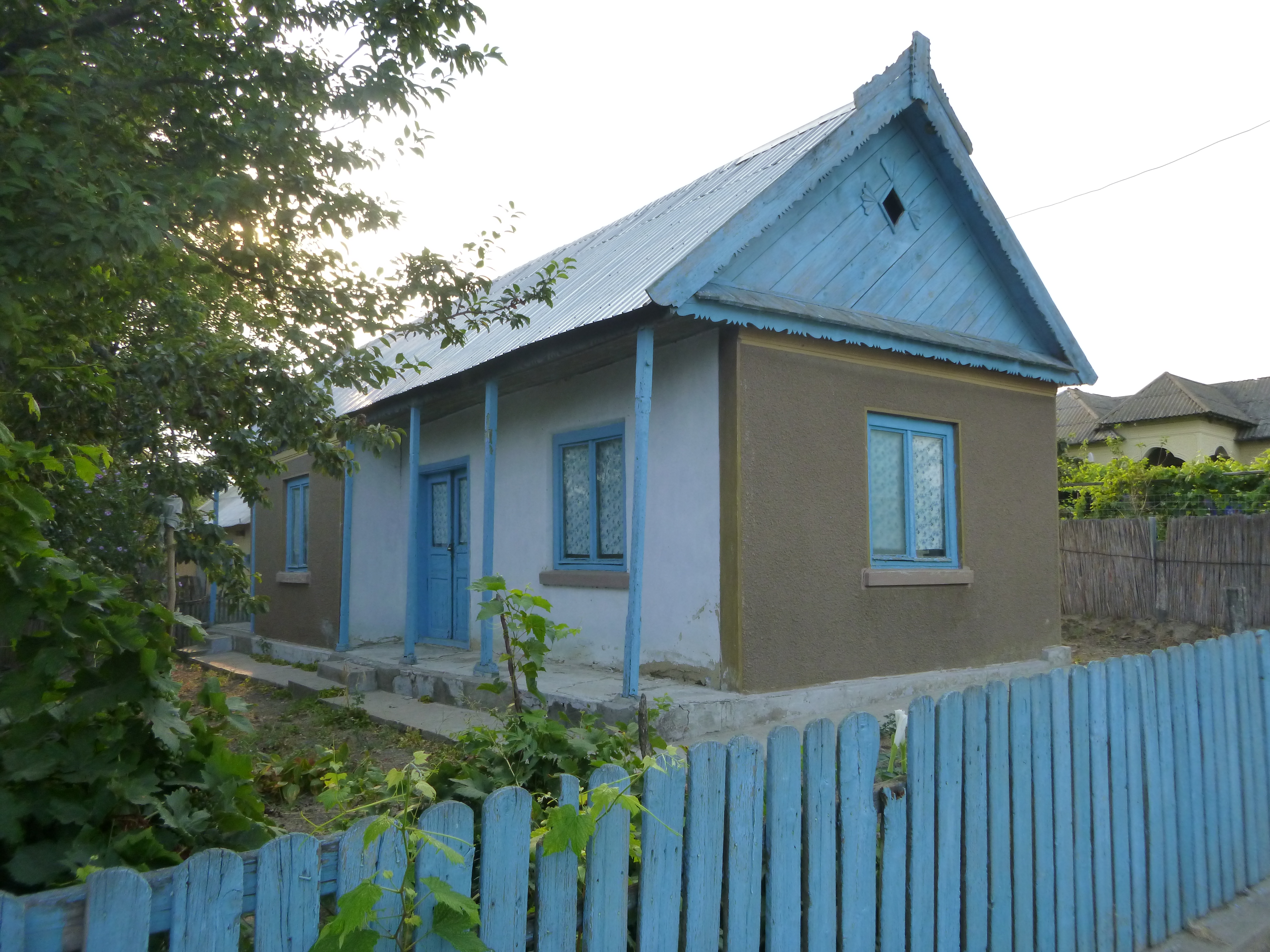